# Mistrzostwa Świata w Strzelectwie 1898
Mistrzostwa Świata w Strzelectwie 1898 – drugie mistrzostwa świata w strzelectwie. Odbyły się one we włoskim Turynie. Rozgrywano konkurencje tylko dla mężczyzn. 
Indywidualnie najwięcej medali zdobyli Francuzi: Achille Paroche (trzy złote i dwa srebrne medale) i Leon Moreaux (dwa złote, dwa srebrne i jeden brązowy). W klasyfikacji generalnej wygrała reprezentacja Francji.

## Klasyfikacja medalowa
Gospodarze mistrzostw
| Pozycja | Kraj       | Złoto | Srebro | Brąz | Łącznie |
| ------- | ---------- | ----- | ------ | ---- | ------- |
| 1       | Francja    | 4     | 4      | 2    | 10      |
| 2       | Szwajcaria | 1     | 0      | 2    | 3       |
| 3       | Włochy     | 0     | 1      | 1    | 2       |

## Wyniki
| Konkurencja                                     | Złoto                                                               | Wynik     | Srebro                                                                                 | Wynik     | Brąz                                                                                   | Wynik     |
| Karabin dowolny, trzy postawy, 300 m            | Achille Paroche                                                     | 936 pkt.  | Léon Moreaux                                                                           | 932 pkt.  | Konrad Stäheli                                                                         | 904 pkt.  |
| Karabin dowolny, trzy postawy, 300 m, drużynowo | Francja Allair Dufier Auguste Cavadini Léon Moreaux Achille Paroche | 4447 pkt. | Włochy Luigi Carassale Cirillo Cerutti Arturo Magagnini Stefano Tirotti Cesare Valerio | 4325 pkt. | Szwajcaria Alcide Hirschy Friedrich Lüthi Frank Jullien Louis Richardet Konrad Stäheli | 4216 pkt. |
| Karabin dowolny leżąc, 300 m                    | Léon Moreaux                                                        | 322 pkt.  | Achille Paroche                                                                        | 317 pkt.  | Stefano Tirotti                                                                        | 316 pkt.  |
| Karabin dowolny klęcząc, 300 m                  | Konrad Stäheli                                                      | 322 pkt.  | Achille Paroche                                                                        | 321 pkt.  | Léon Moreaux                                                                           | 318 pkt.  |
| Karabin dowolny stojąc, 300 m                   | Achille Paroche                                                     | 298 pkt.  | Léon Moreaux                                                                           | 292 pkt.  | Auguste Cavadini                                                                       | 284 pkt.  |